# Dendrobium xanthocaulon
Dendrobium xanthocaulon är en orkidéart som beskrevs av Rudolf Schlechter. Dendrobium xanthocaulon ingår i släktet Dendrobium och familjen orkidéer. Inga underarter finns listade i Catalogue of Life.